# Antraceno-9-metanol
Antraceno-9-metanol é o composto orgânico de fórmula C15H12O, SMILES C1=CC=C2C(=C1)C=C3C=CC=CC3=C2CO e massa molecular 208,26. É o álcool do 9-metilantraceno. Apresenta-se como um pó amarelo brilhante com ponto de fusão 162-164 °C. Pode irritar olhos, pele e trato respiratório. É classificado com o número CAS 1468-95-7 e CBNumber CB1205101 e MOL File 1468-95-7.mol.